# Silingové

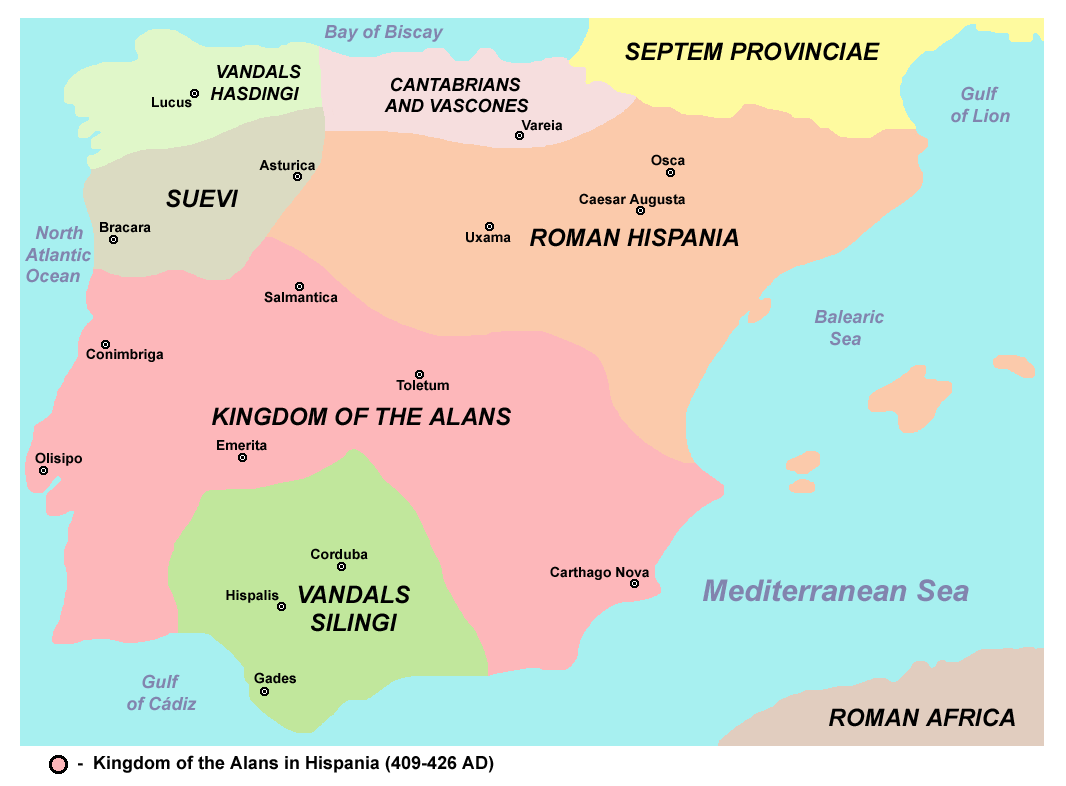
411: Rozdělení Pyrenejského poloostrova mezi Alany, Svéby, Hasdingy (severozápad) a Silingy (jih), severovýchod zpočátku zůstal římský

Silingové (latinsky Silingae) byl východogermánský kmen, pravděpodobně část větší vandalské skupiny. Podle většiny historiků žili v Dolním Slezsku. Termín Slezsko je pravděpodobně odvozen právě ze slova Silingi (Silingi – Silingula – Suleza nebo Suledza – Sulezane – Slezanie).

Za vlády římského císaře Marka Aurelia (161 – 180) žili Silingové ve "Vandalských horách" (Jeseníky), které jsou součástí Česka.
Silingové jsou prvními známými obyvateli Slezska, nicméně se zde neusadili natrvalo: díky pohybu kmene v 5. století byli pomalu – s výjimkou Horního Slezska – nahrazeni slovanskými obyvateli, když se menší germánské skupiny postupně do 10. století vracely zpět.